# Бобров (город)
Бобро́в — город (с 1711) в Воронежской области России. Административный центр Бобровского района и городского поселения Бобров. Город входит в список исторических городов России. Население — 20 413 человек (2025).

## География
Город расположен на правом берегу реки Битюг (приток Дона), в 97 км от Воронежа. Железнодорожная станция Бобров на 213 км линии «Лиски—Поворино».

## История
На берегу реки Битюг, там, где позже вырос город, в документе 1685 года упоминается Бобровский откупной юрт (тюркское юрт «владение, земля»); название связано с существованием в этом месте бобрового промысла.
В 1698 году в этом юрте возникает селение Бобровская слобода, неофициально называемое также село или даже город Бобровск. Первоначально сюда были переселены служилые люди, потом дворцовые крестьяне из Ярославской и Костромской губерний.
В 1707 году был построен государев двор с бойницами и тремя башнями.
В 1708 году Бобровское было разграблено сообщниками Булавина.
В 1711 году часть жителей срытого Азова была поселена в Боброве в особой слободе, получившей название Азовская.
В 1779 году Бобровская слобода преобразована в город Бобров, который некоторое время спустя стал административным центром Бобровского уезда.
В 1857—1863 годы в Боброве была построена и освящена Успенская церковь.
В 1909 году в городе появился телефон, в 1915 году — электричество.
Советская власть в Боброве была установлена 30 октября (12 ноября — по новому стилю) 1917 года. В годы Гражданской войны Бобровский уезд был местом ожесточённых боев, часто переходил из рук в руки. В 1918 году здесь был сформирован Бобровский полк Красной Армии.
В период Великой Отечественной войны Бобровский район являлся ближним тылом советских войск, неоднократно подвергался бомбардировкам, в результате чего полностью или частично были разрушены вокзал, казармы дорожных мастеров, 9 промышленных зданий и кирпичный завод, 162 жилых здания, 7 школ, магазины, больницы.
К лету 1942 года фронт подошёл вплотную к району. В городе был введён комендантский час, промышленные предприятия и учреждения были эвакуированы. В июле этого же года в район прибыла 25-я гвардейская стрелковая дивизия, она оборудовала полосу обороны от Боброва до села Буравль. В чём им помогали женщины Бобровского района. В Боброве был создан партизанский отряд и был сформирован отряд народного ополчения. Фашистские войска не вошли в Бобровский район и все приготовления не понадобились.
После войны Бобров был восстановлен, в 1947 году открыты новый парк (на месте снесенного Никольского собора) и стадион. В городе остался один действующий православный храм, это был Успенский храм на городском кладбище.
В 1993 году в город проведён газопровод. Это позволило перевести на природный газ котельные и начать газификацию индивидуальных домовладений.
В начале третьего тысячелетия в южной части города восстановлен Покровский храм.
В 2008 году сельские населенные пункты: Дом Торфопредприятия, кордон Азовский, железнодорожная будка 208 км, подчиненные администрации г. Бобров, включены в черту г. Бобров.

## Флаг города Боброва
Описание:
Прямоугольное белое полотнище с отношением ширины к длине 2:3, несущее у нижнего края зелёную полосу в 1/3 ширины полотнища, посередине полотнища изображение чёрного бобра.
Обоснование символики: 

Флаг отражает название города и разработан на основе герба города Боброва. Исторический герб города Боброва был пожалован императрицей Екатериной Великой 21 сентября 1781 года; подлинное описание исторического герба гласит: «…бобр въ серебряномъ поле, означающий имя сего города».
Главная фигура флага — бобр — является символом трудолюбия и настойчивости.
- Белый цвет — символ веры, чистоты, искренности, добродетели, невинности.
- Зелёный — символ радости, жизни, изобилия, возрождения, природы и плодородия, а также юности.
- Чёрный — символ благоразумия, мудрости, скромности, честности, древности и вечности бытия.

Авторская группа:
- идея флага: Константин Мочёнов (Химки),
- обоснование символики: Юрий Коржик (Воронеж),
- компьютерный дизайн: Галина Русанова (Москва), Юрий Коржик (Воронеж).

Флаг города утверждён Решением Совета народных депутатов городского поселения «город Бобров» от 15 июня 2006 года № 6(18) и внесён в Государственный геральдический регистр под № 2378.
Источник: Сайт Союза Геральдистов России.

## Население
| 1856    | 1859    | 1897    | 1913    | 1931    | 1939    | 1959    | 1967    | 1970    | 1979    |
| ------- | ------- | ------- | ------- | ------- | ------- | ------- | ------- | ------- | ------- |
| 3200    | ↗3627   | ↗3884   | ↗4800   | ↗19 000 | ↘7000   | ↗7601   | ↗17 000 | ↗17 977 | ↗21 448 |
| 1989    | 1992    | 1996    | 1998    | 2000    | 2001    | 2002    | 2003    | 2005    | 2006    |
| ↘21 258 | ↘21 200 | ↗22 000 | ↗22 100 | ↘21 700 | ↘21 300 | ↘20 806 | ↘20 800 | ↗20 806 | ↘20 200 |
| 2007    | 2008    | 2009    | 2010    | 2011    | 2012    | 2013    | 2014    | 2015    | 2016    |
| ↘20 100 | ↘20 000 | ↘19 940 | ↘19 738 | ↘19 700 | ↘19 516 | ↘19 270 | ↘19 210 | ↗19 956 | ↗20 466 |
| 2017    | 2018    | 2019    | 2020    | 2021    | 2025    |         |         |         |         |
| ↗20 605 | ↘20 460 | ↘20 238 | ↘20 007 | ↗20 871 | ↘20 413 |         |         |         |         |

На 1 января 2025 года по численности населения город находился на 649-м месте из 1124 городов Российской Федерации.
Национальный состав
По итогам переписи населения 2020 года проживали следующие национальности (национальности менее 0,1 % и другое, см. в сноске к строке «Другие»):
| Национальность | Численность, чел. | Доля     |
| -------------- | ----------------- | -------- |
| Русские        | 19 673            | 94,26 %  |
| Узбеки         | 87                | 0,42 %   |
| Украинцы       | 85                | 0,41 %   |
| Армяне         | 32                | 0,15 %   |
| Азербайджанцы  | 24                | 0,11 %   |
| Другие         | 970               | 4,65 %   |
| Итого          | 20 871            | 100,00 % |

## Экономика
- ООО «Бобровский сыродельный завод» (сырзавод)
- ЗАО «ЗРМ Бобровский» (маслозавод)
- Маслобойный завод
- Пункт приёма вторсырья ООО «экоМИР»
- 2 асфальтовых завода
- Мясоптицекомбинат основан в 1951 году. Из-за общего упадка промышленности закрылся в 2001 году. В 2003 году был выкуплен и далее в 2003—2006 годах проведена реконструкция производственных площадей и полное переоборудование под мясокомбинат (ООО «Мясокомбинат Бобровский»). В настоящее время выпускает мясо, мясные полуфабрикаты и колбасные изделия. На предприятии работает более 400 человек.
- Хлебозавод — ОАО «Бобровхлеб» (входит в Агропромышленную корпорацию «Стойленская Нива»).
- Фабрика музыкальных инструментов (ныне ЗАО «Аккорд», производство остановлено)
- Хранилище и переработка зерна ЗАО «Геркулес»
- Завод напольных покрытий Green Forest(производство остановлено)

## Образование
В Боброве действуют следующие образовательные учреждения:
- 7 детских садов. В 2011 году был открыт новый детский сад «Сказка» на 160 мест на ул. Краснофлотской.
- 3 школы полного среднего образования, а также образовательный центр «Лидер» им А. В. Гордеева
- 2 специальных школы-интерната: Бобровская школа-интернат для глухих и слабослышащих детей и Бобровская школа-интернат для детей с отклонениями в развитии.
- Бобровский аграрно-индустриальный колледж имени М. Ф. Тимашовой.
- Воронежское областное училище культуры им. А. С. Суворина.
- Учреждения дополнительного образования: МБУ ДО Бобровский ДЮЦ «Радуга», МКУ ДО Бобровская станция юных натуралистов, Детско-юношеская спортивная школа, Ледовый дворец им. Вячеслава Фетисова, Детская школа искусств. в 2019 году было открыто Муниципальное бюджетное образовательное учреждение «Бобровский образовательный центр „Лидер“ имени А. В. Гордеева». \

## Городская застройка
Планировка города прямоугольная. Город застроен преимущественно частными деревянными и кирпичными домами. В центре Боброва, на ул. Карла Маркса, есть квартал, застроенный 2-5 этажными домами, в обиходе известен как «микрорайон». С 2011 года ведётся расселение ветхих одноэтажных многоквартирных домов в центре города.

## Спорт
- В 2007 году открыто новое здание ДЮСШ г. Боброва с плавательным бассейном, строившееся с перерывами с начала 2000-х годов.
- В 2010 году был открыт Ледовый дворец[32]. Его строительство осуществлялось в рамках федеральной целевой программы «Развитие физической культуры и спорта в РФ на 2006—2015 годы». В торжественном мероприятии по поводу открытия приняли участие председатель комиссии Совета Федерации по физической культуре, спорту и развитию олимпийского движения В. А. Фетисов и бывший тогда губернатором Воронежской области А. В. Гордеев[33].
- В 2010 году реконструирован городской стадион.

## СМИ
| Радио: - 67,04 МГц — Радио России / ГТРК Воронеж - 100,5 МГц — Дорожное радио - 101,8 МГц — Авторадио - 106,4 МГц — Канал Мелодия — Воронеж | Телевидение: Жителям Боброва доступны 20 цифровых телевизионных канала, транслируемых филиалом РТРС «Воронежский ОРТПЦ». Передача осуществляется пакетами (мультиплексами) по 10 каналов в каждом. - 24 ТВК — 1 мультиплекс - 57 ТВК — 2 мультиплекс |